# Go To Market
Go To Market戦略、GTM戦略は、社内外の資源（営業部隊や流通業者など）を活用して、独自のバリュープロポジションを顧客に提供し、競争上の優位性を実現するために組織が行う計画のこと。 市場参入戦略、市場開拓戦略と呼ばれることもある。
GTM戦略の最終目標は、優れた製品やより競争力のある価格設定を提供することにより、全体的な顧客体験を向上させることである。

## GTM戦略の策定
新製品や新サービスのGTM戦略を策定する初期段階では、会社は最初にターゲット市場の正確な定義を行う必要がある。会社は、顧客ベース内に見込み客がすでにいるが、異なるサービスを使用しているかどうかを判断する。
市場を定義した後、バリュープロポジションを最終決定するまで、製品やサービスの調査を実施する。次に、会社は価格戦略を決定する。製品やサービスごとに異なったり、サブスクリプションベースの価格設定への移行など、価格設定戦略の決定は困難を伴う。サブスクリプションへの移行については、アドビがPhotoshopやIllustratorなどのCreative Suiteソフトウェアについて、月額50ドルのCreative Cloudやその他のさまざまなサブスクリプションプランへの転換を行った例がある。 
さらに、適切な流通およびマーケティングチャネルを選択し、その後にプロモーションを行うことは、GTM戦略において非常に重要なステップです。企業は、どの流通モデルを選択するか、どのような種類のサポートとサービスが必要かを決定し、競争上の優位性を生み出す可能性に対処する必要がある。 その後、会社は自社の製品やサービスをどのように宣伝するか、そしてどのような種類のマーケティングキャンペーンに従うかを決定する。 

## GTM戦略の推進要因
GTM戦略の策定を検討する場合、焦点を当てるべき3つの重要な要素がある。

### 顧客 (Customer)
卓越した顧客体験を提供することは、顧客のロイヤリティと支持につながる。その結果、製品の購入、顧客維持、およびサービスの低コスト化の可能性が高まる。
対象顧客とは、事業者が取引を行いたいと思っている対象の人々のことで、製品やサービス、会社やブランドの存在を認知している場合、していない場合があり得る。マーケティングの観点から、これらの人々を引き付け、Webサイトへのアクセス、ウェビナーへの参加、電子メールへの返信など、何らかの方法でブランドに関与させる必要がある。
これらの施策の結果、次の段階にコンバージョンされたものがマーケティング認定リードであるMQLである。これは、製品やサービスに何らかの形で関心を示している人々であるが、まだ購入準備ができているわけではない。お問い合わせフォームからのお問い合わせ、デモリクエストを貰う場合もあれば、単に情報収集をしているだけで購入意思がない場合もある。これらはすべて、マーケティング認定リードと見なすことができる。 MQLは、マーケティングのパフォーマンスの認定指標である。
MQLへのコンバージョンレートが時間の経過とともに増加する場合、この対象顧客をターゲットにする施策がうまく行っていることを示している。メーリングリストに1000人いて、毎月10〜30人がリードになっている場合、メールでのエンゲージメントがどれだけ上手かを測定できる。 

### 自社 (Company)
GTM戦略を実行する際に、企業の使命とビジョンを考慮に入れ、従業員の意欲を高めることは重要である。したがって、企業のビジョンとそれが生み出そうとしている影響の種類を定義することは、GTM戦略の初期段階で不可欠である 。 

### 競合 (Competition)
提供する製品やサービスを決定するには、競争を理解することが重要である。 SWOT分析やPEST分析などのさまざまな方法を使用して調査を実施することにより、競合他社が市場でどのように機能しているか、顧客が利用可能なさまざまな製品についてどう思うか、市場に何が欠けているかについての情報を収集する。

### 市場開拓戦略における市場細分化
市場細分化は、見込み客を、マーケティングアクションに対して共通のニーズと同じ期待される反応を持つさまざまなグループ（セグメント）に分割するプロセスである。このアプローチにより、企業は顧客に自社の製品またはサービスの完全なバリュープロポジションを提供することができる。 

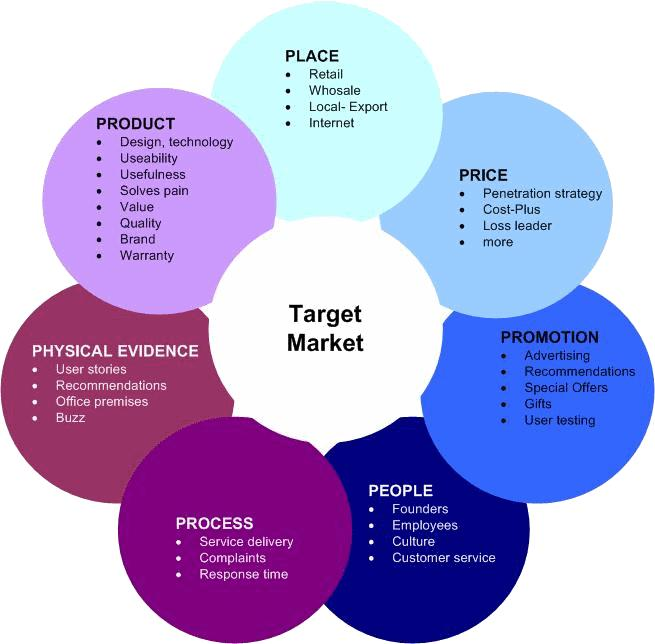
7つのマーケティングP。GTM戦略における市場のターゲティングと定義に使用される。

GTM戦略で市場細分化を実行する際に考慮される一般的な要因は次のとおりである。 
- 業界：顧客が関与している業界。
- 顧客の規模と顧客の販売の可能性。
- 顧客の行動：競合他社からの顧客の購入や販売努力への反応など、製品またはサービスに関連する顧客の行動を調査する。
- 地理的：将来の購入者の地理的位置。
- 顧客による製品またはサービスの適用および使用。
- 製品またはサービスの購入により顧客が獲得した利益。
- 会社が顧客に提供する必要のある情報。
- 使用状況：製品またはサービスがいつどこで使用されるか。
- 特定の顧客への販売の収益性。

## GTM戦略とマーケティング戦略
マーケティング戦略には、組織が市場調査を実施した後に市場をターゲットにするのに役立つすべてのマーケティング活動が含まれる。 
GTM戦略は通常、新製品または新サービスの導入中に開発される。マーケティング戦略の内容:
- 企業の製品またはサービス
- それらの製品とサービスの市場シェアと位置
- 顧客ライアントと競合他社の識別
- マーケティング計画の基本

## GTM戦略の例
自動車保険業界におけるGTM戦略の例を見てみよう。最初に、会社は市場の適切なセグメントを選択する必要がある（市場細分化）。顧客が個人の世帯と見なされる場合、同社は、テレビ広告、ソーシャルメディア、看板などのさまざまな形式のメディアを使用して、見込み客の関心を高めることに取り組むことになる。興味を示した顧客は、インターネット（会社のWebサイト）や代理店など、さまざまなチャネルを介してサービスを購入するように提案される。
顧客が法人である場合は、興味喚起と購入はアカウント営業、代理店、またはインターネットを通じて行われる。テレサービスおよびダイレクトサービスの担当者は、購入後の連絡役となる。 